# مامان آشپزباشی
مامان آشپزباشی یا کوکینگ ماما (به انگلیسی: Cooking Mama) مجموعه‌ای از بازی‌های ویدئویی و حق نشرهای رسانه‌ای متعلق به شرکت کوکینگ ماما لیمیتد است. این مجموعه شامل مینی‌گیم‌های شبیه‌سازی آشپزی بوده و بر اساس ایده‌ها و سبک‌های متنوع از بازی‌های ویدئویی و ماجراجویی، برای پلتفرم‌های مختلف شرکت نینتندو توسعه یافته است.
هسته اصلی گیم‌پلی بر انجام وظایف گوناگون آشپزخانه با پیروی از دستورالعمل‌های شخصیت «مامان» به‌منظور تهیه انواع غذا متمرکز است. تاکنون پنج عنوان اصلی از این مجموعه برای کنسول‌های نینتندو دی‌اس و نینتندو ۳دی‌اس، دو عنوان فرعی برای وی و دی‌اس و یک عنوان فرعی برای ۳دی‌اس منتشر شده است. علاوه بر این، یک بازی فرعی در قالب مجموعه گاردنینگ ماما نیز عرضه شده است. نسخه اصلی کوکینگ ماما همچنین برای سیستم‌عامل آی‌اواس پورت شده است.
ششمین عنوان اصلی این مجموعه با نام کوکینگ ماما: کوک‌استار در سال ۲۰۲۱ برای کنسول‌های نینتندو سوئیچ و پلی‌استیشن ۴ منتشر شد.